# Lucy Hughes-Hallett
Lucy Angela Hughes-Hallett (Londra, 7 dicembre 1951) è una scrittrice e biografa britannica.

## Biografia
Nata a Londra nel 1951, ha compiuto gli studi al Bedford College, nell'Università di Londra.
Nel 1990 ha pubblicato la sua prima biografia, Cleopatra ottenendo il Fawcett Prize e l'Emily Toth Award e in seguito ha dato alle stampe altri due saggi, un romanzo e una raccolta di racconti.
Con Gabriele d'Annunzio: l'uomo, il poeta, il sogno di una vita come opera d'arte ha vinto nel 2013 il Baillie Gifford Prize, il Duff Cooper Prize e un premio Costa.
Nel 2017 ha esordito nella narrativa con il romanzo storico Peculiar Ground.
Membra della Royal Society of Literature dal 2010, è un'apprezzata critica letteraria e le sue recensioni sono apparse nei maggiori quotidiani britannici.

## Opere principali

### Saggi
- Cleopatra (Cleopatra: Histories, dreams and distortions, 1990), Milano, Sperling & Kupfer, 1999 traduzione di Elena Giovanelli ISBN 88-200-2680-5.
- Heroes: Saviours, traitors and supermen (2004)
- Gabriele d'Annunzio: l'uomo, il poeta, il sogno di una vita come opera d'arte (The Pike: Gabriele D'Annunzio, Poet, Seducer and Preacher of War, 2013), Milano, Rizzoli, 2014 traduzione di Roberta Zuppet ISBN 978-88-17-06750-8.

### Romanzi
- Peculiar Ground (2017)

### Raccolte di racconti
- Fabulous (2019)

## Premi e riconoscimenti
- Costa Book Awards: 2013 vincitrice nella categoria "Biografia" con Gabriele d'Annunzio
- Baillie Gifford Prize: 2013 vincitrice con Gabriele d'Annunzio
- Duff Cooper Prize: 2013 vincitrice con Gabriele d'Annunzio